# St. Valentiner Straße
Die St. Valentiner Straße (B 123a) ist eine Landesstraße in Österreich. Sie verbindet auf einer Länge von 5 km die Mauthausener Straße (B 123) mit der West Autobahn (A 1) an der Anschlussstelle St. Valentin.

## Geschichte
Die St. Valentiner Straße gehört seit dem 1. Jänner 1972 zum Netz der Bundesstraßen in Österreich.